# Colonia Guadalupana
Colonia Guadalupana es una localidad del estado mexicano de Jalisco. Es parte del municipio de Tonalá.

## Demografía
| Censo | Población |
| ----- | --------- |
| 2000  | 673       |
| 2010  | 1 214     |
| 2020  | 2 157     |